# Metroid: Fusion
Vous lisez un « bon article » labellisé en 2017.  Il fait partie d'un « bon thème ».
Metroid: Fusion (ou simplement Fusion, ainsi que Metroid IV et Metroid 4) est un jeu vidéo d'action-aventure en deux dimensions développé par Nintendo R&D1 et édité par Nintendo sur Game Boy Advance le 19 novembre 2002 aux États-Unis, le 22 novembre 2002 en Europe et le 14 février 2003 au Japon.
La chasseuse de primes Samus Aran est infectée par les parasites X lors d'une mission de routine sur la planète SR388. Elle est sauvée de la mort par les médecins de la fédération galactique, qui lui retirent son armure infectée et lui injectent de l'ADN du dernier métroïde afin de la soigner. Dès son rétablissement, la Fédération l'envoie sur la station spatiale de recherche de Biométrix, dans le but d'éradiquer les X qui l'ont totalement colonisée. Guidée par l'ordinateur de bord, la conscience d'Adam Malkovich, Samus élimine la menace X, un dernier métroïde oméga et le SA-X, un clone d'elle-même créé par les X, puis fait exploser la station. Le jeu offre un contenu bonus grâce à une connectivité avec Metroid Prime, à l'aide du câble Nintendo GameCube-Game Boy Advance.
Fusion reprend le système de jeu classique des premiers jeux Metroid, l'acquisition progressive des armes et des équipements et le déblocage progressif des zones. Cependant, il se démarque de la série en abandonnant l'exploration libre au profit d'un système de missions et objectifs précis, tout comme l'ambiance particulière, angoissante et procurant un sentiment de solitude, laissant place à un monde aux couleurs éclatantes. Nintendo est si inquiet pour la licence Metroid à cause de la sortie de Metroid Prime, que l'entreprise décide de développer un jeu en deux dimensions en interne, réalisé par le créateur historique Yoshio Sakamoto, respectant tous les marqueurs de la licence, et édite le jeu le même jour. Les éléments nouveaux apportés à la franchise ont pour effet de simplifier le gameplay, afin de plaire aux joueurs les plus récents. Le retrait du costume de Samus résulte d'une demande de l'équipe des graphistes, qui désire faire évoluer le design du personnage.
Metroid: Fusion est un succès, mais reste une simple conversion de la franchise sur Game Boy Advance, comparé au succès phénoménal de la conversion de Retro Studios. La presse spécialisée apprécie le titre, mais relève bien souvent un jeu trop court, trop facile et trop dirigiste par rapport aux basiques de la série Metroid. Il reste sans conteste considéré comme l'un des meilleurs jeux Game Boy Advance. Le jeu se vend à 1 630 000 copies à travers le monde. Il est désigné meilleur jeu portable de l'année 2002 lors de l'Interactive Achievement Awards de cette année-là. Le jeu est réédité en version dématérialisée sur la console virtuelle de la Nintendo 3DS le 16 décembre 2011 et sur celle de la Wii U le 3 avril 2014. Une suite intitulée Metroid Dread sort le 8 octobre 2021 sur Nintendo Switch.

## Trame

### Univers et contexte
Metroid Fusion se déroule dans un univers de science-fiction. C'est le quatrième jeu de la série Metroid et à sa sortie, il est la suite directe du précédent jeu intitulé Super Metroid. Cependant, Nintendo commercialise Metroid: Other M, qui suit directement Super Metroid, en 2010. C'est l'avant-dernier jeu de la chronologie de Metroid,.
En 20X5, une nouvelle forme de vie est découverte sur la planète SR388 par un vaisseau d'exploration de la Fédération galactique. Ces créatures, appelées métroïdes, sont capables d'absorber toute forme d'énergie. Cette capacité attire alors les convoitises des Pirates de l'espace, qui veulent en faire une arme puissante et dominer l'univers. Cependant, la chasseuse de primes Samus Aran déjoue ces plans pour le compte de la Fédération. Elle élimine les Pirates de l'espace et les leaders du groupe, Ridley, Kraid, ainsi que Mother Brain, retranchés sur la planète Zèbes,,.
Quand Samus Aran termine sa mission d'élimination des métroïdes sur Zèbes, la Fédération galactique lui demande de se rendre sur SR388 et d'éradiquer la menace métroïde qui a survécu et a muté à cause des radiations de la planète,. À la fin de sa mission, Samus découvre un œuf de métroïde et le confie à l'Académie des sciences spatiales de la Fédération, qui mène dessus des études approfondies.
Toutefois, tous les Pirates de l'espace ne sont pas morts et s'emparent de ce dernier métroïde conservé jusque-là sur la station Cerès. Samus repart une nouvelle fois sur la planète Zèbes pour le récupérer. Pendant le combat final contre Mother Brain, ressuscité par les Pirates à l'aide de son code génétique, le bébé métroïde sacrifie sa vie pour sauver Samus. C'est ainsi que le dernier représentant de l'espèce disparait,.

### Personnages et ennemis
Samus Aran est le personnage principal de la série Metroid et de Metroid: Fusion. Abandonnée lorsqu'elle était enfant, cette fille est recueillie et élevée par les Chozos, une race de créatures disparue. Cette civilisation ancienne a créé et donné à Samus son costume de puissance et ses équipements. Dans ces précédentes aventures, alors qu'elle est devenue chasseuse de primes, elle a été amenée à lutter contre les Pirates de l'espace et éradiquer les métroïdes. Samus a pour mission de répondre aux ordres de l'ordinateur de bord du vaisseau de la Fédération galactique qui l'a conduite sur la station orbitale de Biométrix. L'ordinateur lui laisse progressivement entendre qu'il pourrait être Adam Malkovich, un général d'armée de la Fédération sous les ordres de qui Samus a servi avant de devenir chasseuse de primes. Elle le considère comme son père adoptif et il a sacrifié sa vie pour la sauver.
Les X (ou parasites X) proviennent de la planète SR-388. Les Chozos, civilisation ancienne qui a élevé Samus Aran, ont créé les métroïdes dans le but d'éradiquer les X. Depuis que les métroïdes, leurs seuls prédateurs, ont été exterminés de la surface de SR-388 par Samus, les X ont pu se développer et proliférer sans retenue, infectant toutes formes de vie s'y trouvant,. Les X sont des parasites capables d'infecter d'autres organismes vivants en se développant dans leur système nerveux. Ils ont également la faculté de reproduire parfaitement toute forme de vie en s'appropriant le code génétique et la mémoire de leurs proies. Les parasites X sont très agressifs à l'approche de substances métroïdes, et en particulier de Samus à qui on a injecté de l'ADN métroïde. Cet ADN les pousse à la pourchasser et la combattre. L'injection de substances métroïdes dans le corps de Samus lui permet d'absorber l'énergie de certains de ses ennemis, notamment les X, et ainsi de régénérer ses réserves d'énergie comme les métroïdes eux-mêmes.
La station comporte de nombreux monstres mutés au X et chaque zone connaît sa propre panoplie distinctive de monstres,. De nombreux monstres sont issus des bestiaires des épisodes précédents, notamment de Super Metroid.
Le SA-X est le résultat de l'infection du corps de Samus par les X. C'est un clone de Samus qui réplique parfaitement ses capacités et c'est l'antagoniste principal du jeu. C'est un doppelgänger, un anti-Samus, qui fait partie intégrante de l'histoire, et est aperçu par Samus sans qu'elle ne puisse l'atteindre. Le SA-X fait des apparitions régulières pendant quelques secondes, mais Samus ne peut jamais intervenir. Le scénario présente donc régulièrement au joueur la menace extrême et imminente qu'il représente, puis enchaîne avec des phases d'aventure et de recherches. Ce cycle s'alterne plusieurs fois,.

### Scénario

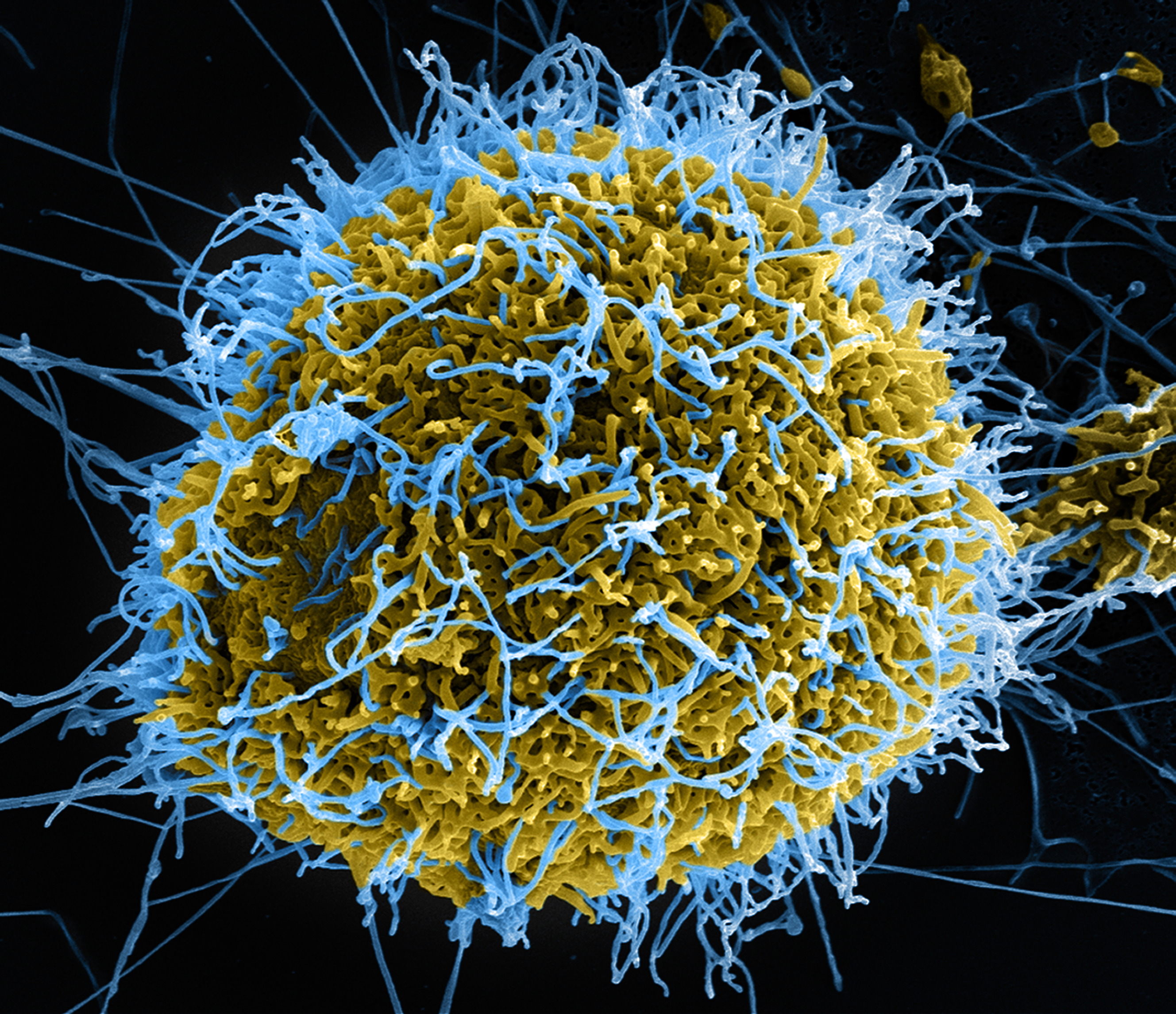
Samus Aran se rend sur SR388 et est infectée par les parasites X, obligeant les médecins à lui retirer chirurgicalement son armure et à lui injecter de l'ADN de métroïde pour la sauver (particules virales Ebola, cliché réalisé par microscopie électronique à balayage).

Samus Aran est mandatée par la compagnie Biométrix (B.S.L. pour Laboratoires Spatiaux Biométrix) afin de surveiller une équipe de biologistes chargée d'étudier la restructuration de l'écosystème sur la planète SR-388. Pendant l'exploration de la planète, une forme de vie inconnue, appelée X (ou parasite X) par les chercheurs, est découverte. Au cours de la mission, Samus est rapidement infectée par cet organisme et alors qu'elle reprend son vaisseau, elle est prise d'un malaise et en perd le contrôle, se dirigeant vers une ceinture d'astéroïdes. Elle réussit à s'éjecter dans une capsule de secours, qui est récupérée par la station spatiale de recherche Biométrix (B.S.L.), en orbite autour de la planète.
Les parasites X s'étant multipliés dans son costume de puissance et dans son organisme, elle tombe dans un coma très profond, puis est rapatriée sur une base de la Fédération galactique pour y recevoir des soins. Les chirurgiens de la Fédération tentent d’ôter le costume infecté, mais les X ont déjà atteint le système nerveux central de Samus. Les parties infectées du costume sont envoyées sur la station orbitale de Biométrix pour analyse. Ils parviennent cependant à stopper la propagation grâce à l'injection d'un vaccin créé à partir de cellules de la dernière larve de métroïde conservée. Peu de temps après, Samus se réveille, mais la station de recherche en orbite autour de SR-388 envoie un signal de détresse, qui l'oblige à s'y rendre sur le champ pour enquêter et éliminer les parasites X à la source,.

### Déroulement des évènements
Équipée d'un nouveau costume fusion, Samus Aran explore la station spatiale de Biométrix. Aidée par l’ordinateur de bord, elle découvre rapidement la capacité des X à dupliquer le corps de leur hôte et leur mémoire et à les tuer par la suite. Samus constate aussi que la station est entièrement infectée par les X, grâce au SA-X. Elle réalise plusieurs objectifs, tels que sauver les Etecoons et les Dachoras, tout en croisant régulièrement le chemin du SA-X sans pour autant pouvoir l'affronter. Grâce à ses victoires sur les monstres mutés au X, elle récupère progressivement ses équipements. Par la suite, elle découvre des salles de laboratoire où sont effectuées des expériences sur des métroïdes, mais le SA-X survient, déclenche la destruction du laboratoire et périt dans l'explosion. L'ordinateur concède à Samus que la Fédération a bien élevé en secret des métroïdes,.
L'ordinateur informe cependant Samus qu'avant l'explosion, le SA-X a réussi à se cloner et lui demande de quitter la station, la Fédération ayant pour but de finir la mission afin de récupérer le SA-X et l'utiliser à des fins militaires. Toutefois, Samus sait pertinemment que cette option est vaine et que si la Fédération tente quoi que ce soit, ses agents seront immédiatement infectés par les X. L'ordinateur tente de la stopper, mais Samus décide de l'appeler Adam Malkovich en souvenir de son ancien supérieur, mort pour la sauver. Pris d'émotion, Adam suggère de modifier la propulsion de la station pour la projeter contre la planète SR388 et provoquer leur destruction. Samus comprend alors que c'est la conscience d'Adam Malkovich qui a été introduite dans l'ordinateur de bord après sa mort. Alors qu'elle tente d'aller modifier la propulsion de la station, Samus engage le combat contre le SA-X et le gagne. Mais lorsqu'elle est sur le point de fuir, un métroïde omega (une forme de métroïde évoluée) l'attaque. Seule l'absorption du noyau du SA-X qu'elle vient de vaincre et du rayon de glace qu'il apporte, lui permet de venir à bout cette dernière menace. Le vaisseau de Samus apparait alors dès la fin du combat et l'emporte avant la destruction, piloté par les Etecoons et les Dachoras,.

## Système de jeu

### Généralités
Metroid: Fusion est un jeu d'action-aventure en deux dimensions alliant des phases de jeu de plates-formes et de shoot 'em up, dans lequel le joueur contrôle le personnage nommé Samus Aran. Fusion reprend le système de jeu classique de la série Metroid, axé sur la recherche et le déblocage progressif des armes, des équipements et des zones. À l'instar des précédents opus, l'action se déroule dans un vaste monde labyrinthique, qui comporte de nombreux ascenseurs reliant différentes zones entre elles, qui contiennent différentes pièces séparées par des portes. Samus peut déverrouiller diverses portes, mais certaines ne peuvent l'être que si elle atteint certains objectifs. Samus rencontre également plusieurs blocs de murs ou du sols mais aussi des obstacles qui empêchent son avancement et qu’elle ne peut détruire ou franchir qu'avec l'équipement adéquat. Ceci l'oblige à obtenir la bonne arme ou capacité lui permettant de détruire ce qui la bloque ou empêche un franchissement, et l'entraîne dans des phases de recherche. Ces power-up permettent à Samus d'atteindre de nouvelles zones, mais aussi d'acquérir de plus en plus de puissance et de capacités. Le gameplay oblige donc le joueur à résoudre des énigmes afin de découvrir des secrets, et le confronte également à des séquences de jeu de plates-formes et de tir sur des ennemis qui s'opposent à elle,.
Fusion est très similaire à Super Metroid, aussi bien visuellement que du point de vue du gameplay,,. Cependant, il est beaucoup plus linéaire que ses prédécesseurs, car il est très scénarisé et centré sur cet aspect. À ce titre, le jeu comporte plusieurs séquences cinématiques. Samus reçoit régulièrement des informations de la part de l'ordinateur de bord de son vaisseau, Adam Malkovich, qui la prévient de ses objectifs, des zones où elle doit aller et lui fait parvenir des mises à jour des cartes de la station,. Le jeu suit donc un système d'objectifs à remplir. De plus, ce nouvel épisode voit l'apparition des salles de navigation, de nouvelles pièces qui indiquent au joueur où aller. Le jeu propose en permanence dans le coin supérieur droit de l'écran une mini-carte facilitant les déplacements et la compréhension du dédale des couloirs. La carte intègre un système de trois couleurs, le rose indiquant les couloirs et les salles visités, le gris les zones inexplorées et le vert les zones cachées. Elle indique également l'emplacement des items spéciaux. Dans cet opus, les power-up peuvent être téléchargés dans les salles de données, ou en absorbant un noyau X, un parasite X géant qui apparait uniquement après la mort de chaque boss. Ces noyaux X permettent à Samus de récupérer les capacités de son costume de puissance.
Fusion introduit de nouveaux mécanismes de gameplay, tels que la possibilité s'accrocher au mur ou de sauter aux échelles,. Samus peut maintenant, lorsqu’elle est accrochée à un rebord, se transformer en boule pour accéder aux petits passages sans tomber. Elle peut également s'accrocher à certains plafonds et tirer quand elle est dans cette position, mais aussi lorsqu’elle est accrochée aux échelles,. Le lancement des missiles est simplifié par l'usage du tir principal, en maintenant simultanément un autre bouton (R). Samus peut maintenant tirer en diagonale vers le haut ou vers le bas, comme pour les missiles, grâce à l'usage simultané d'un bouton (L) et du tir. Elle peut également tirer vers le haut et vers le bas. Samus peut détruire des ennemis en chargeant une arme et en sautant sur lui. Samus est également équipée dès le début du jeu du saut mural. Samus peut également combiner ses différents tirs et les missiles.

Plan simplifié du laboratoire spatial de Biométrix.
Dans Fusion, Samus reçoit des ordres avec objectifs précis, lui indiquant l'objet à trouver, le lieu où le trouver, et la carte des zones lui est communiquée. Le concept de base de Metroid est donc modifié au profit d'un jeu plus linéaire.

L'injection d'ADN de métroïde dans le corps de Samus l'a rendue, comme ces créatures, vulnérable au froid.
Comme à l'accoutumée, Fusion propose plusieurs fins en fonction du niveau de complétion du jeu, permettant pour les meilleures parties de voir la protagoniste Samus Aran partiellement dénudée. Le jeu propose un système de veille permettant d'économiser les batteries de la console, sans pour autant l'éteindre et perdre la partie en cours.

### Items et équipement
Au cours de sa mission, Samus Aran acquiert différents items la rendant à chaque fois plus puissante,. Samus peut globalement acquérir les mêmes capacités et armes que dans Super Metroid, mais quelques objets sont absents, comme le grappin. Elle peut obtenir de nouveaux armements, des objets lui permettant d'exécuter de nouveaux mouvements, de nouvelles combinaisons, et des réserves de vie et d'armes supplémentaires,. De nouvelles salles permettent de sauvegarder, de télécharger des cartes, ou de recharger la vie et les armes.
Samus peut donc acquérir, outre le rayon de base qu'elle possède dès le départ, le rayon de charge, le rayon large, le rayon de plasma, et le rayon à vague. Fusion n'intègre pas le rayon de glace, mais les missiles de glace, ainsi que les missiles classiques, les super missiles et les missiles de diffusion. Au début du jeu Samus est équipée du costume fusion et peut acquérir le costume Varia qui lui permet de résister aux températures extrêmes et le costume de gravité qui lui permet notamment de se déplacer dans l'eau. Pour améliorer les capacités de son armure, Samus peut acquérir le méga saut, qui lui permet de sauter plus haut, le saut spatial qui permet d'enchainer plusieurs sauts et l'attaque en vrille qui détruit les ennemis lorsqu'elle les touche en plein saut. La boule morphing lui permet de se transformer en boule, et ainsi déposer des bombes et des bombes de puissance. Un item également appelé accélérateur lui permet de se déplacer à de grandes vitesses.
Lorsque Samus élimine des ennemis infectés par le X, ces parasites s'échappent du corps de leurs hôtes sous leur forme d'origine, ressemblant à une sorte de petite boule gélatineuse flottante. Samus doit récupérer rapidement ces X flottants, sinon, ils s'envolent pour infecter les ennemis à proximité. Il existe trois types de ces parasites flottants : les jaunes redonnant de la vie, les verts qui donnent des missiles, et les rouges que laissent les ennemis les plus puissants et qui régénèrent une bonne partie de la vie et des missiles.

### Niveaux
Fusion se déroule entièrement sur la station spatiale de recherche de Biométrix. La station comporte six zones aux thèmes distincts composés de décors colorés et variés, une septième zone composée de plusieurs petites zones transitoires,,.
Main deck est la zone centrale qui donne accès aux laboratoires. Le secteur 1 SRX reconstitue les conditions de la planète SR388. Le secteur 2 TRO est un environnement tropical. Le secteur 3 PYR recrée un environnement aride. Le secteur 4 AQA reconstitue un environnement aquatique. Le secteur 5 ARC est un environnement froid. Le secteur 6 NOC est un secteur nocturne,,.

## Développement

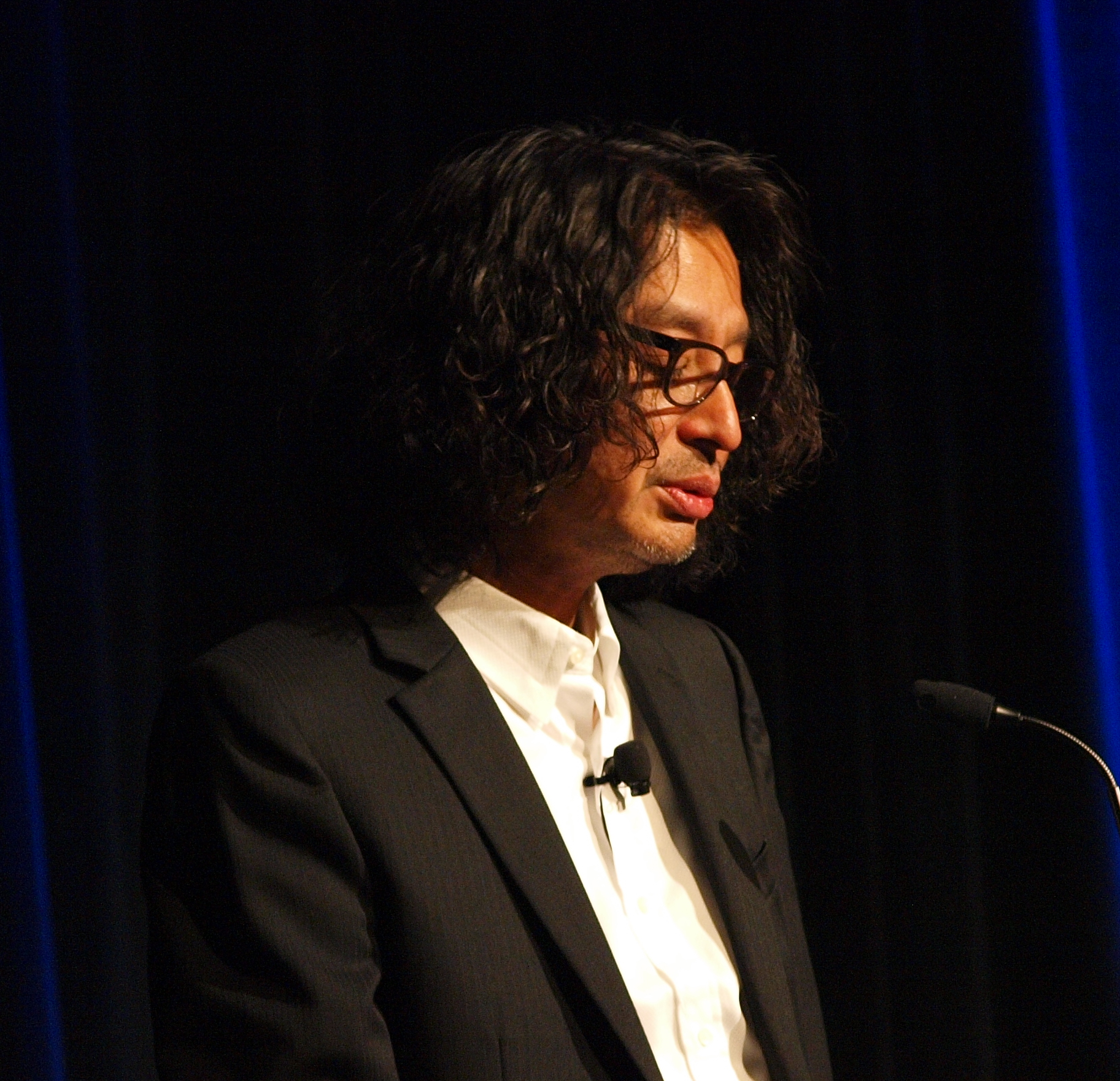
Yoshio Sakamoto, personne clef de l'histoire de Metroid.

### Genèse et équipe
En 1998, lorsque la Game Boy Color arrive sur le marché, un jeu Metroid est évoqué. Cependant Sakamoto explique à l'époque qu'un jeu sur cette plate-forme aurait eu un design similaire à celui des jeux de la Nintendo et aurait été défavorablement comparé au précédent opus Super Metroid. C'est l'une des principales raisons pour lesquelles aucun jeu n'a été créé dans la série pendant huit ans. Pourtant, Sakamoto avait clairement précisé que Super Metroid était la fin de la trilogie.
Fusion est développé par Nintendo R&D1, le studio de développement historique de la série. Le jeu réalisé par le personnage emblématique de la série, Yoshio Sakamoto, qui en écrit le scénario, et produit par Takehiro Izushi. Katsuya Yamano est programmeur principal, Tomomi Yamane est réalisateur artistique, et Takehiko Hosokawa est réalisateur système.  Hiroji Kiyotake et Hirofumi Matsuoka ne participent pas au développement mais sont remerciés.

### Scénarisation et simplification
Lors de brainstorming destinés à trouver des idées pour le scénario du jeu, Sakamoto décide de créer une histoire originale plutôt que faire un remake d'un ancien jeu Metroid. Il déclare, à ce sujet, toujours essayer de faire des choses réellement nouvelles, auxquelles les joueurs n'ont jamais joué. Il ajoute que la plupart de ses concepteurs et créateurs sont motivés par les projets complètement nouveaux, plutôt que la simple adaptation d'un jeu ancien. Sakamoto décide de créer un jeu avec une trame narrative plus prononcée. Si le système de jeu, l'affichage à l'écran et les contrôles sont identiques au précédent épisode de la série Super Metroid datant de 1994, le jeu comporte quelques variations. L'équipe décide d'intégrer des cinématiques, dans lesquelles l'histoire est livrée grâce à des visuels en gros plan et du texte. Fusion est le premier jeu dans lequel Samus est confrontée à un personnage qui lui parle et lui répond, en découlant de nombreux dialogues et monologues. Sakamoto estime avoir créé un jeu « avec une trame plus mûre, plus sérieuse pourrait-on dire ».
Fusion offre de nouveaux mécanismes de jeux à la série, notamment une structure plus directe basée sur des missions. Les objectifs sont cependant assez flexibles dans la manière dont ils peuvent être remplis, et servent plus de guide pour le joueur. Ils évitent de donner directement accès à la totalité de la carte, puis de laisser le joueur faire tout ce qu'il veut et trouver seul ce qu'il lui faut. Cette nouvelle approche rend le jeu plus accessible aux nouveaux joueurs. Sakamoto a recueilli quelques critiques au sujet de Super Metroid. Certains membres de l'équipe le décrivent comme « l'un de ces vieux jeux Nintendo hardcore pour masochistes ». Sakamoto estime donc que Fusion doit être plus accueillant, d'autant plus que le système de jeu classique de Metroid date de nombreuses années auparavant et pourrait être « plutôt rude pour des débutants ». Il décide donc d'axer le jeu sur la profondeur de son scénario et en limitant le niveau de difficulté en restreignant les capacités du personnage joueur. Pour Sakamoto, cette simplification n'est pas foncièrement mauvaise : « par-dessus tout, nous voulons que le public moderne comprenne et pratique nos jeux. Comparé aux épisodes précédents, [...] Fusion est plus facile à apprécier de manière décontractée ». Nintendo est une entreprise grand public familiale et Sakamoto veut populariser Metroid, au risque de choquer les puristes. L'ergonomie a été simplifiée. Par exemple, le tir de missile dans Super Metroid doit être sélectionné grâce à plusieurs pressions sur le bouton select, ce qui provoquer des erreurs. Dans Fusion, le simple maintien du bouton R et une pression sur le tir simplifie la manipulation. De la même manière, une méthode particulière permet dans les premières versions du jeu d'absorber les X, mais elle est trop compliquée et retirée du gameplay. Samus peut alors les obtenir en les touchant simplement. À ce titre, Hosokawa rappelle que rendre le jeu facile à jouer a été un leitmotiv durant tout le développement,.

« Je faisais partie de la vieille garde qui préférait l'ancien système de contrôle, mais l'équipe m'a convaincu que le nouveau était mieux. »

— Yoshio Sakamoto

### Conception
Selon le programmeur principal Katsuya Yamano de la R&D1, l'équipe n'a pas consulté les méthodes de programmation des précédents jeux Metroid, et a plutôt utilisé le moteur du précédent jeu sur lequel ils ont travaillé, Wario Land 4. Takehiko Hosokawa dévoile que les développeurs ont décidé d'introduire des nouveaux éléments car Fusion reprend le système de jeu basique de la série. Certains ennemis sont identiques à ceux des précédents jeux de la série, dont certains créés pour Super Metroid sont basés sur des visuels des anime de Tatsunoko. La réalisation des graphismes a nécessité la création de 20 à 30 programmes de développement, permettant de dupliquer rapidement des éléments. Un an avant la fin du développement du jeu, Yamane a créé un outil de développement permettant de créer facilement des boss. Pour Yamane, la création des sprites a été plus facile sur Game Boy Advance. Selon Hosokawa, le plus gros changement visuel est la modification du costume de Samus. À ce sujet, Sakamoto dévoile que ce bouleversement du scénario résulte d'une demande des graphistes, qui veulent faire évoluer l'aspect de la chasseuse de primes. L'infection aux parasites X est donc intégrée au scénario pour justifier le retrait du costume de puissance. Hosokawa justifie la transformation du rayon de glace en missile par la modification du costume de Samus et afin de compléter l'armement, un missile de diffusion a été ajouté.

« Nous voulons changer le design de Samus. Il n'a pas évolué depuis bien trop longtemps. »

— Graphistes de l'équipe de développement de Metroid: Fusion.

### L'E32001 et 2002
Lors de l'E3 2001, Nintendo présente le jeu inachevé, doté de graphismes très mal reçus par les critiques. On y voit Samus utiliser une arme ressemblant à un fouet électrique à la maniabilité erratique. Les visuels ressemblant plus à ceux d'un jeu Game Boy Color sont très vivement critiqués, le site web spécialisé dans le jeu vidéo IGN n'hésitant pas à qualifier le jeu de « laid, boueux... une déception ». On y voit également Samus courir le long des murs et même au plafond. Malgré cet état loin d'être définitif, Nintendo est en fait poussé par les observateurs occidentaux à dévoiler le jeu. Le 19 janvier, The Nintendo Project affirmait qu'un jeu Metroid apparaît sur une documentation britannique de communication. Deux jours plus tard, le site Console France affirme que ce projet est finalement un jeu original et pas un remake. Le 23 janvier, Nintendo of America tente d'éteindre l'incendie en publiant un démenti. Malheureusement, dès le lendemain, Nintendo France rend publique une liste de futurs titres dans laquelle figure cette fois un certain Metroid Advance. Le 23 mars, lors d'un événement se déroulant en Californie, Nintendo est finalement forcé d'avouer l'existence du projet, en développement depuis plusieurs mois. Ken Lobb, président de NoA à cette époque confirme que ce nouveau jeu n'est pas Super Metroid et qu'il est complètement nouveau. Il rajoute aussi qu'il espère que ce projet sera visible à l'E3 qui suit, poussant donc Nintendo à présenter un jeu loin d'être achevé, dans une vidéo de dix secondes appelée Metroid IV,.
Il faut attendre près d'un an pour que Metroid: Fusion refasse surface, à l'E3 2002. Il a par contre bénéficié d'un lifting visuel complet. Il est si abouti qu'IGN lui décerne la récompense du meilleur jeu portable du salon, malgré toutes les interrogations qui peuvent exister au sujet de ce double de Samus, le SA-X,.

## Bande-son
La bande-son de Fusion est composée par Minako Hamano et Akira Fujiwara. Selon Hamano, Sakamoto lui a imposé de créer une musique « collant à chaque mot d'Adam » Malkovich. Dans les salles de navigation, Hamano décrit les musiques comme oscillant « entre tension et suspicion ». Hamano a essayé de réaliser « une musique plus grave et sérieuse, plutôt que mélodique », car elle ne voulait pas que les thèmes d'exploration soient « ennuyeux ». Hamano a également emprunté et arrangé des sons précédemment utilisés dans Super Metroid. Nintendo of America veut que les développeurs prennent des doubleurs professionnels « à la Hollywood », Hamano ajoute alors une voix off. Les développeurs ont envisagé d'introduire des voix dans le jeu, mais elles ne sont finalement utilisées que pour les annonces d'avertissement, à cause des limitations de mémoire de la cartouche.
La bande originale du jeu, éditée par Scitron le 18 juin 2003, est intitulée Metroid Prime & Fusion Original Soundtracks. C'est un double album dont le second disque contient les pistes musicales de Fusion, ainsi qu'une piste supplémentaire arrangée par Shinji Hosoe.
Le jeu propose une option permettant d'écouter les sons avec les haut-parleurs de la console portable, ou avec un casque audio,.

## Commercialisation
Metroid: Fusion sort le 19 novembre 2002 aux États-Unis, le même jour que la sortie de Metroid Prime (la sortie est initialement prévue la veille, le 18 novembre). Selon Jeremy Parish, qui teste le jeu pour le site USGamer, la sortie du jeu le même jour que Metroid Prime est un moyen pour Nintendo de s'assurer la réussite et de contrer l'hypothétique mécontentement des fans ayant été déçu par cette adaptation de la série en trois dimensions. Le jeu sort le 22 novembre 2002 en Europe et le 14 février 2003 au Japon sous le titre Metoroido Fyūjon (メトロイドフュージョン).
Fusion est réédité en version dématérialisée sur la console virtuelle de la Nintendo 3DS le 16 décembre 2011 dans le cadre du programme Ambassadeur,. Le jeu est offert aux acheteurs de la console portable ayant enregistré leur Nintendo 3DS avant le 11 août 2011. Le 3 avril 2014, le jeu sort sur la console virtuelle de la Wii U.

## Contenu bonus
Grâce au câble Nintendo GameCube-Game Boy Advance et à l'aide de la carte mémoire GameCube, le joueur peut connecter la console portable Game Boy Advance à la GameCube, afin de relier Metroid: Fusion à Metroid Prime. Si la partie de Metroid: Fusion est terminée, il peut bénéficier du costume Fusion dans le jeu Metroid Prime. Avec la liaison et à une partie de Metroid Prime terminée, le joueur peut également accéder au premier jeu de la série intitulé Metroid. Le jeu est identique à l'original, mais le code de sauvegarde donné à chaque fin de partie est mémorisé.
Si Fusion et Prime sortent aux États-Unis à quelques jours d'intervalle en novembre 2002, le premier sort en Europe en novembre, mais il faut attendre le mois de mars de l'année suivante pour voir arriver Prime dans les magasins.
Le joueur peut également relier le jeu Metroid: Fusion avec le jeu Metroid: Zero Mission, afin de débloquer une galerie de photos avec des images de la fin du jeu.

## Accueil

### Critiques
Metroid: Fusion est un succès, mais reste une simple adaptation de la franchise sur Game Boy Advance, comparé au succès phénoménal de la conversion de Retro Studios sortie à la même date, Metroid Prime. La presse spécialisée apprécie le titre, mais relève bien souvent un jeu trop court, trop facile et trop dirigiste par rapport aux basiques de la série Metroid. Il reste sans conteste considéré comme l'un des meilleurs jeux Game Boy Advance. Il totalise fin 2017 une moyenne de notes de 91,21 % sur GameRankings avec 56 critiques et 92 % sur Metacritic avec 44 critiques,.
Jeuxvideo.com retrouve les sensations éprouvée dans les trois premiers jeux de la série. Pour Gamekult, la maniabilité est « tout bonnement excellente », « sans être une révolution ». Consoles + considère les salles de navigations « d'une grande utilité ». GamePro remarque que la carte est beaucoup moins grande que celle de Super Metroid. Selon Edge, tous les mécanismes de Metroid sont présents, mais sans l'ambiance caractéristique. GameSpy juge le gameplay très similaire à celui de son prédécesseur, sans apporter assez de nouveautés.
Selon Consoles +, les différents graphismes tels que la lave, la glace ou la végétation, sont « superbement rendus », et les visuels sont « exceptionnels ». Joypad relève une réalisation excellente, avec des décors variés, des effets de transparences, et des scrolling différentiels en arrière-plan « d'une grande fluidité ». C'est un avis que partage Jeuxvideo.com qui remarque aussi des effets d'ombres et de lumière, ainsi qu'une attention apportée à lisibilité sur le petit écran de la portable. Gamekult note que cette fluidité se fait « malgré des sprites de bonne taille et détaillés ». Nintendo, le magazine officiel juge les graphismes d'une richesse rarement vue dans un jeu portable. GamePro les juge très détaillés et auxquels « un talent artistique extrême a été apporté », d'autant plus que les images sont « un peu plus colorées qu'à l'accoutumée sur l'écran Game Boy Advance un peu sombre ».
Pour Joypad, la bande-son sert « avec brio » l'ambiance futuriste du jeu. Nintendo, le magazine officiel qualifie les sons de « riches » et « rarement » vus sur console portable. Gamekult juge les musiques « la plupart du temps [...] stressantes ». GamePro relève de « bonnes musiques », bien qu'« elles dérogent légèrement des standards de la série ». De son côté, IGN considère que la bande-son colle bien à l'aventure, et qu'elle est souvent sous-estimée. Pour le site, les développeurs ont fait un très bon travail, d'autant plus que « la Game Boy Advance n'est pas très réputée pour ses capacités sonores ».  GamePro et IGN remarquent la possibilité d'opter pour le casque audio,.
Jeuxvideo.com considère qu'un des points négatifs du jeu est sa « fin[,] qui survient forcément trop tôt ». Gamekult considère que l'aspect un peu dirigiste du jeu, notamment à cause de la mini-carte, permettra aux meilleurs joueurs de terminer le jeu très rapidement. Ceci est confirmé par GamePro qui annonce seulement quelques heures de jeu. IGN relève que le système de jeu basique de Metroid a légèrement été modifié, et que le joueur sait à tout moment où aller grâce à l'ordinateur. Mais le site rajoute que sans celui-ci, l'histoire ne serait pas aussi profonde et que l'ambiance générale du jeu bénéficie des dialogues entre ces deux personnages. Le site pondère ses propos en signalant que si le jeu peut être terminé en quelques heures, il en faut dix à douze pour le terminer entièrement. GameSpot qualifie le jeu de « grandement scénarisé », même si l'histoire est « bonne » et « guide bien le joueur » et estime dommage qu'« un jeu de cette qualité », « aussi bon que le précédent de la série », se termine aussi vite. Jeuxvideo.com qualifie le scénario de plus présent, « mais dans l'esprit de la série ». IGN fait remarquer que la liaison avec la GameCube est décevante, dans le sens où seul le jeu sur la console de salon profite de cette liaison. Pour GamesRadar+, le problème de Fusion est qu'il est si addictif qu'il se termine en quelques séances de jeu.
De nombreux médias de presse spécialisée, tels que Consoles +, Nintendo, le magazine officiel, Edge, GamesTM ou GameSpy, relèvent que Nintendo a fait l'effort de créer un jeu original plutôt que de simplement porter un jeu Super Nintendo, comme c'est très souvent le cas de la majorité des jeux Game Boy Advance,,,,. Il est également très souvent comparé à Castlevania: Harmony of Dissonance,.
Consoles + qualifie le jeu de « pure merveille » tant dans le level design que dans la jouabilité. Nintendo, le magazine officiel considère le jeu comme un incontournable sur Game Boy Advance. Selon Jeuxvideo.com, le jeu est tout aussi inoubliable que Super Metroid. Pour Gamekult, il reprend les basiques de ce dernier et s'il « ne révolutionne pas le genre, sa finition [est] absolument irréprochable ». GameSpot entrevoit un jeu « exceptionnel » et « l'un des meilleurs dans la catégorie action sur la portable ». Edge voit « encore un jeu Game Boy Advance superbe » créé par Nintendo. Game Informer considère qu'« il est tout ce qu'un joueur peut attendre d'un jeu sur cette plate-forme », « le meilleur disponible sur celle-ci lors de sa sortie » et « le meilleur de la série à ce moment-là ». À la fin de sa critique, Eurogamer le proclame « meilleur jeu d'action-aventure de la portable ».

### Ventes
Metroid: Fusion se vend à 100 000 exemplaires lors de sa première semaine d'exploitation en Amérique du Nord. Jusqu'à la fin du mois de novembre 2002, 199 723 copies sont vendues aux États-Unis, rapportant un total de 5 590 768 dollars américains. C'est la troisième meilleure vente de jeux Game Boy Adavance et la dixième meilleure vente de jeux toutes plates-formes confondues ce mois-là,. Il se vend là-bas à 940 000 exemplaire jusqu'en août 2006, rapportant 27 millions de dollars. Il devient la 21e meilleure vente de jeux Game Boy Advance, Nintendo DS et PlayStation Portable entre janvier 2000 et août 2006.
Au total le jeu se vend à 1,18 million d'exemplaires en Amérique du Nord et à 270 000 exemplaires en Europe. Le jeu se vend à 180 000 unités au Japon, dépassant largement les ventes de Metroid Prime et légèrement celles de Super Metroid.

## Postérité

### Distinctions
Metroid: Fusion est désigné meilleur jeu portable de l'année lors de l'Interactive Achievement Awards en 2002. Lors de l'E3 2002, IGN lui décerne l'award du meilleur jeu portable du salon.

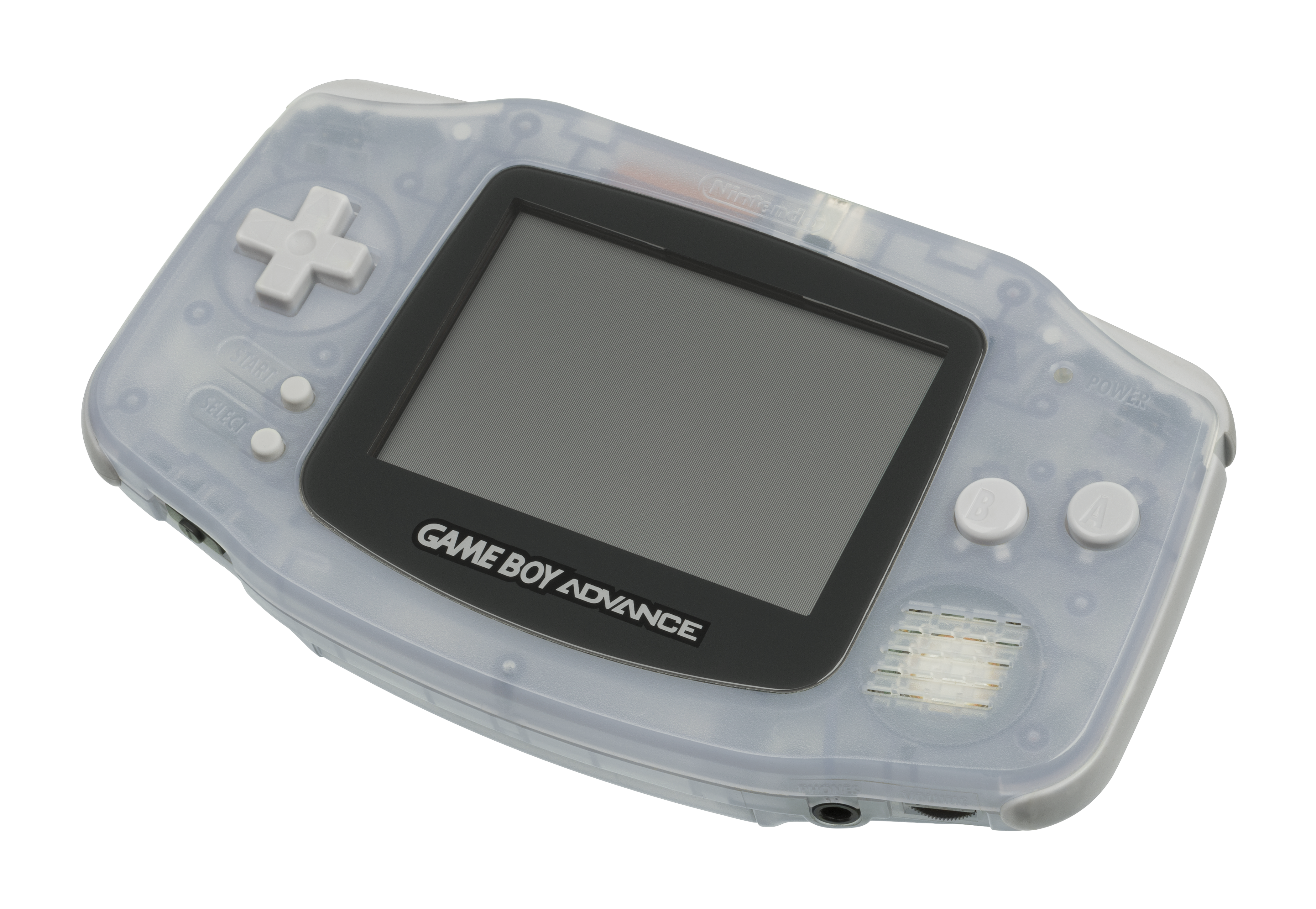
Fusion est unanimement considéré comme l'un des meilleurs jeux de sa génération sur la plate-forme Game Boy Advance.

À la fin de l'année, le site le désigne meilleur jeu d'aventure sur Game Boy Advance, et GameSpot meilleur jeu d'action sur Game Boy Advance,. Game Informer le désigne deuxième meilleur jeu de l'année 2002 dans son numéro 117 de janvier 2003. En 2005, le magazine Nintendo Power place Fusion au 30e rang de son top 200 des meilleurs jeux sur une console Nintendo. En 2007, IGN le place au 18e rang de son top 25 des meilleurs jeux Game Boy Advance. Nintendo Power place de nouveau Fusion en 2008 dans son Best of the Best sur Game Boy Advance au 9e rang. À l'occasion de la sortie du jeu Metroid: Samus Returns le 15 septembre 2017, Pixel - Le Monde.fr réalise un classement des meilleurs jeux de la série Metroid, dans lequel Metroid: Fusion est désigné 6e meilleur jeu. En 2014, Game Informer place également le SA-X dans sa liste des cinq ennemis qui ne lâche pas leur proie.

### Adaptations
Après le générique de fin du jeu Metroid: Samus Returns, le remake du second jeu de la série développé par l'entreprise espagnole MercurySteam propose une séquence animée dans laquelle figure un Hornoad, un monstre issu de Metroid II et de Fusion. Ceci pousse les observateurs, aussi bien les fans que la presse spécialisée, à y voir un hommage à ce dernier et à supposer dès la sortie de Samus Returns que MercurySteam pourrait en suivant réaliser un remake de Fusion, d'autant plus que l'entreprise madrilène s'est fait connaître auprès de Nintendo par sa volonté de créer un remake de ce jeu. Sakamoto a justement été impressionné par le pitch à l'époque réalisé par MercurySteam, mais Nintendo a plutôt décidé de leur confier la refonte du deuxième opus de la série.
Parallèlement à la commercialisation de Fusion, Nintendo publie une adaptation de la série en manga en japonais intitulée Metroid dans la revue Magazine Z  (ISBN 9784063491432 et 9784063491722). Dessiné par Koji Tazawa sur un scénario de Kenji Ishikawa, ce seinen manga décrit en deux volumes l'enfance de Samus, notamment l'attaque de sa colonie par Ridley, son entrainement intensif au combat et la manière dont Mother Brain est conçu par les Chozos pour administrer la planète Zèbes puis sombre progressivement dans le camp du mal. Le manga évoque également la création des métroïdes par les Chozos pour maîtriser les parasites X, ainsi que la rencontre entre Samus et Adam avant la mort de ce dernier,.
En 2015, un modder tente de transposer des éléments de Fusion dans une version hackée de Super Metroid.

### Citation du jeu
1. 1 2 3 4 5 6 7 8  Nintendo. Metroid: Fusion (Game Boy Advance). Nintendo. Novembre 2002.

### Manuel de jeu
1. 1 2 3  Nintendo  2001, La Menace métroïde, p. 53-55.
2. ↑  Nintendo  2001, Les Laboratoires spatiaux Biométrix, p. 66.

### Ressources secondaires
1. 1 2 3 4 5 6 7  « Metroid Fusion », sur Gamekult.
2. 1 2 3 4 5 6 7 8  Romendil, « Test Metroid Fusion », sur Jeuxvideo.com, 25 novembre 2002.
3. 1 2 3 4  (en) GameTrailers, « Metroid Retrospective - Part 2 » [vidéo], sur GameTrailers, 17 mai 2016.
4. ↑  (en) « Wii Preview: Metroid: Other M Gameplay Preview », sur Computer and Video Games, 30 juillet 2010.
5. 1 2 3  (en) Jeremy Parish, « Metroid Game By Game Reviews: Metroid Fusion », sur USgamer, 30 août 2017.
6. ↑  (en) Mark J. P. Wolf, Encyclopedia of Video Games, Set : The Culture, Technology, and Art of Gaming - Part 1, Santa Barbara, Calif., ABC-CLIO, 2012, 763 p. (ISBN 978-0-313-37936-9, lire en ligne), p. 399.
7. ↑  (en) The Official Nintendo Player's Guide, Tatsumi Yamashita, 1987, 162 p., p. 52-59.
8. ↑  Wolfen, « Metroid II: Return of Samus », Player One, no 22,‎ juillet-août 1992, p. 120-121.
9. 1 2  (en) Rus McLaughlin, « IGN Presents The History of Metroid », sur IGN, 24 août 2007.
10. ↑  « Super Metroid », Consoles +, no 32,‎ mai 1994, p. 100-103.
11. ↑  (en) Jesse Schedeen, « Stars: Icons - Samus Aran », sur IGN, 12 février 2008.
12. 1 2  (en) Laurie Blake, « Review: Metroid Fusion (3DS eShop / GBA) », sur NintendoLife, 26 février 2010.
13. ↑  (en) Brett Elston, « Everything we know about Metroid: Other M », sur GamesRadar+, 20 décembre 2011.
14. ↑  Anagund, « Test Metroid: Other M », sur Jeuxvideo.com, 3 septembre 2010.
15. 1 2 3 4 5 6 7 8 9 10  (en) Greg Kasavin, « Metroid Fusion Review », sur GameSpot, 15 novembre 2002.
16. 1 2 3 4 5 6 7 8 9 10 11 12 13 14  (en) Tom Bramwell, « Metroid Fusion », sur Eurogamer, 26 novembre 2002.
17. 1 2 3  (en) Alastair Aitchison, « Metroid Fusion », sur GamesRadar+, 16 décembre 2002.
18. 1 2  (en) « Now Playing - Metroid Fusion », Nintendo Power, no 163,‎ décembre 2002, p. 212.
19. 1 2  (en) « The History of Metroid », sur GameSpot.
20. 1 2 3  (en) Simonlimon, « First Look: Metroid Fusion », sur GamePro, 15 juillet 2002.
21. 1 2 3 4 5 6 7  (en) Benjamin Turner, « Metroid Fusion (GBA) », sur GameSpy, 20 novembre 2002, p. 1-2.
22. 1 2 3 4 5  (en) « Metroid Fusion », GamesTM, no 2,‎ janvier 2003, p. 108-109.
23. 1 2  (en) Max Lake, « Metroid Fusion - Preview », sur Nintendo World Report, 26 août 2002.
24. 1 2 3 4 5 6 7 8  Trunks, « Metroid Fusion : She's Back », sur Gamekult, 28 novembre 2002.
25. 1 2 3 4 5 6 7 8  « Metroid Fusion », Nintendo, le magazine officiel, no 7,‎ décembre 2002, p. 104-105.
26. 1 2 3 4 5 6 7 8  (en) IGN Staff, « Metroid Fusion Review », sur IGN, 12 novembre 2002, p. 1-2.
27. 1 2 3  (en) Andy McNamara, « Metroid: Fusion Review », Game Informer, no 120,‎ janvier 2003 (lire en ligne).
28. 1 2  (en) « Metroid Fusion », NGC Magazine, no 76,‎ janvier 2003, p. 46-47.
29. 1 2 3 4  « Metroid Fusion », Nintendo, le magazine officiel, no 7,‎ décembre 2002, p. 64-70.
30. 1 2  « Metroid Fusion », Nintendo, le magazine officiel, no 8,‎ janvier 2003, p. 78-84.
31. 1 2 3 4 5 6 7  « Metroid Fusion », Consoles +, no 132,‎ avril 2003, p. 91.
32. 1 2 3 4 5 6 7  (en) Stardingo, « Review: Metroid Fusion », sur GamePro, 22 novembre 2002.
33. 1 2 3 4 5  (en) « Metroid Fusion Review », Edge, no 119,‎ janvier 2003, p. 82-83.
34. ↑  (en) « Metroid Fusion », Nintendo Power, no 163,‎ décembre 2002, p. 44-50.
35. 1 2  (en) Craig Harris, « Metroid Fusion Hands-on », sur IGN, 22 août 2002.
36. 1 2 3 4 5 6 7 8  (ja) Takehiko Hosokawa, Katsuya Yamano, Tomomi Yamane et Minako Hamano, « メトロイドフュージョン 制作スタッフ インタビュー », sur Nintendo Online Magazine,‎ mars 2003.
37. ↑  (en) « Exclusive: Metroid designer Yoshio Sakamoto speaks! », sur Computer and Video Games, 1er septembre 2003.
38. ↑  (en) Craig Harris, « E3: Metroid IV is Here », sur IGN, 18 mai 2001.
39. 1 2  (en) IGN staff, « IGNpocket's Best of E3 2002 Awards », sur IGN, 29 mai 2002.
40. 1 2  (en) « Metroid Prime & Fusion Original Soundtracks », sur Square Enix Music Online.
41. ↑  (en) Giancarlo Varanini, « Hands-on Metroid Fusion », sur GameSpot, 22 août 2002.
42. ↑  (en) Tom Phillips, « 3DS Ambassador entry still possible », sur Eurogamer, 14 décembre 2011.
43. ↑  Rédaction, « Les jeux offerts aux 1ers acheteurs 3DS », sur Jeuxvideo.com, 2 août 2011.
44. ↑  Jihem, « Nintendo : Les téléchargements de la semaine », sur Jeuxvideo.com, 3 avril 2014.
45. 1 2  (en) « Metroid Prime, Fusion connection revealed », sur GameSpot, 25 octobre 2002.
46. ↑  Puyo, « Des bonus pour Metroid : Zero Mission », sur Gamekult, 26 janvier 2004.
47. ↑  (en) « Metroid Fusion », Electronic Gaming Monthly, no 162,‎ janvier 2003, p. 214.
48. ↑  « Metroid Fusion : Mythe de SF », Jeux vidéo Magazine, no 27,‎ décembre 2002, p. 88.
49. 1 2 3 4  Kendy, « Metroid Fusion », Joypad, no 126,‎ janvier 2003, p. 110.
50. 1 2  (en) « Metroid Fusion », sur Metacritic.
51. ↑  (en) Jake Shapiro, « Rebooting Samus: The relationship between East and West in game design, through Metroid Prime », sur Gamasutra, 28 octobre 2012.
52. ↑  (en) « Metroid Fusion Reviews », sur GameRankings.
53. ↑  Rédaction, « Grosses ventes chez Nintendo », sur Jeuxvideo.com, 2 décembre 2002.
54. ↑  (en) « Top 10 Selling Games for GBA », NPD,‎ novembre 2002.
55. ↑  (en) Justin Calvert, « November video game sales », sur GameSpot, 17 décembre 2002.
56. ↑  (en) Joe Keiser, « The Century's Top 50 Handheld Games », Next Generation, 2 août 2006.
57. ↑  (en) « Game Boy Advance Software Best Seller Ranking », NPD,‎ novembre 2004.
58. ↑  (en) « 2003 6th Annual Interactive Achievement Awards », sur Academy of Interactive Arts and Sciences, 2003.
59. ↑  (en) IGN staff, « Best of 2002 », sur IGN, 14 janvier 2003.
60. ↑  (en) « Best Action Game on Game Boy Advance », sur GameSpot.
61. ↑  (en) « Game Informer's GOTY Awards », Game Informer, no 117,‎ janvier 2003 (lire en ligne).
62. ↑  (en) « Top 200 », Nintendo Power, no 198,‎ décembre 2005, p. 74.
63. ↑  (en) Craig Harris, « Top 25 Game Boy Advance Games of All Time », sur IGN, 16 mars 2007.
64. ↑  (en) « Best of the Best », Nintendo Power, no 231,‎ août 2008, p. 70-78.
65. ↑  William Audureau, « Jeux vidéo : quel est le classement des meilleurs « Metroid » ? », sur Pixels - Le Monde.fr, 13 septembre 2017.
66. ↑  (en) Kyle Hilliard, « Five Enemies That Refuse To Leave You Alone », sur Game Informer, 18 octobre 2014.
67. ↑  (en) Kat Bailey, « Metroid: Samus Returns Appears to Tease a Metroid Fusion Remake, Too », sur USgamer, 15 septembre 2017.
68. ↑  « Metroid - Manga Sanctuary », sur Manga Sanctuary.
69. ↑  (en) Patrick Klepek, « A Hardcore Fan Is Merging Two Beloved Metroid Games Into One », sur IGN, 3 avril 2015.

### Ressources bibliographiques
1. 1 2  Christophe Mallet  2016, Faux Départ, p. 179-180.
2. 1 2 3  Christophe Mallet  2016, Fluidité, p. 177-178.
3. ↑  Christophe Mallet  2016, La Fusion à portée de main, p. 171.
4. 1 2 3  Christophe Mallet  2016, Metroid Wario Fusion Land, p. 174.
5. 1 2 3  Christophe Mallet  2016, La Menace X, p. 174-176.
6. 1 2  Christophe Mallet  2016, Simple comme bonjour, p. 176.
7. 1 2  Christophe Mallet  2016, Rupture et continuité, p. 178-179.
8. ↑  Christophe Mallet  2016, Le SA-X brouille les pistes, p. 180-181.
9. ↑  Christophe Mallet  2016, Dans l'ombre de Super Metroid, p. 181-182.
10. ↑  Christophe Mallet  2016, Samus, Sa vie, son œuvre, p. 181.